# Path MTU Discovery

Estructura de la resposta IPv4 MTU.

Path MTU Discovery (amb acrònim anglès PMTUD) és una tècnica estandarditzada en xarxes d'ordinadors per determinar la mida màxima de la unitat de transmissió (MTU) a la ruta de la xarxa entre dos hosts de protocol d'Internet (IP), generalment amb l'objectiu d'evitar la fragmentació de la IP. PMTUD estava pensat originalment per a encaminadors amb la versió 4 del protocol d'Internet (IPv4). No obstant això, tots els sistemes operatius moderns l'utilitzen als punts finals. A IPv6, aquesta funció s'ha delegat explícitament als punts finals d'una sessió de comunicacions. Com a extensió del descobriment de la ruta estàndard MTU, una tècnica anomenada Packetization Layer Path MTU Discovery funciona sense suport d'ICMP.
Per als paquets IPv4, Path MTU Discovery funciona establint el bit de senyalització Don't Fragment (DF) a les capçaleres IP dels paquets de sortida. Aleshores, qualsevol dispositiu al llarg del camí el MTU del qual sigui més petit que el paquet el deixarà anar i enviarà un missatge de fragmentació necessària del protocol de missatges de control d'Internet (ICMP) (tipus 3, codi 4) que conté el seu MTU, permetent que l'amfitrió d'origen redueixi el seu Ruta MTU adequadament. El procés es repeteix fins que la MTU és prou petita per recórrer tot el camí sense fragmentació.
Com que els encaminadors IPv6 no fragmenten paquets, no hi ha cap opció No fragmentar a la capçalera IPv6. Per a IPv6, Path MTU Discovery funciona inicialment assumint que el camí MTU és el mateix que el MTU a la interfície de la capa d'enllaç on s'origina el trànsit. Aleshores, de manera similar a IPv4, qualsevol dispositiu al llarg del camí el MTU del qual sigui més petit que el paquet deixarà anar el paquet i enviarà un missatge ICMPv6 Packet Too Big (Tipus 2) que conté el seu MTU, permetent que l'amfitrió d'origen redueixi el seu Path MTU de manera adequada. El procés es repeteix fins que la MTU és prou petita per recórrer tot el camí sense fragmentació.